# Дюги, Леон
Леон Дюги (фр. Léon Duguit, 1859—1928) — французский юрист, специализировавшийся на публичном праве и прибегавший к так называемому методу социологического позитивизма (влияние Дюркгейма и Конта). Профессор, а затем декан университета Бордо. Ярый защитник теории Общественной службы, он, с другой стороны, настаивал на социальной функции права собственности и разрабатывал важную критику института государства, которое для него была лишь одним из возможных способов управления, неустойчивой формой, которая могла исчезнуть.

## Биография
Родился 4 февраля 1859 года в Либурне. Блестяще учился на юридическом факультете университета Бордо. В 1882 году защитил докторскую диссертацию по римскому и французскому праву и с 1883 года стал преподавать на юридическом факультете Канского университета. Через три года вернулся в Альма-матер. 
В 1908—1912 годах был членом муниципального совета Бордо. В период с ноября 1925 года по март 1926 год, по приглашению египетского правительства, занимался организацией там образования. Вместе с Франтишеком Вейром и Гансом Кельзеном в 1926 году основал Международный журнал теории права и участвовал в основании Международного института публичного права в 1927 году. 
В 1927 году был избран членом Американской академии искусств и наук.

## Научные исследования Дюги
Леон Дюги является главным представителем учения солидаризма. Он, опираясь на идеи французских социологов О. Конта, Э. Дюркгейма и Л. Буржуа, развил концепцию социальной солидарности. В теории Л. Дюги связи, объединяющие людей в обществе, являются узами социальной солидарности.
Общество делится на классы, каждый класс выполняет свою миссию, свой долг, свою социальную функцию по обеспечению солидарности и гармонии общества. Эти социальные связи основаны на разделении труда. Сотрудничество классов в процессе разделения труда приведет к преодолению теневых сторон капитализма мирным путём, без революций.
Факт общественной солидарности, говорил Л. Дюги, осознается индивидами и порождает норму социальной справедливости: «не делать ничего, что нарушает социальную справедливость, и делать все возможное для её реализации и увеличения». Социальная норма солидарности составляет основу всего объективного права. Юридическая норма — это «верхний пласт» социальной нормы. Отдельные нормы в их многообразии значительны лишь постольку, поскольку они отвечают социальной норме солидарности. Л. Дюги утверждает, что право вытекает непосредственно из социальной солидарности и поэтому стоит над государством. Юридическая норма возникает спонтанно в условиях общественных взаимосвязей. Законодатель лишь констатирует, но не создает её. В этом аспекте теория Л. Дюги связана с социологической юриспруденцией.
Норма социальной солидарности создает для индивида лишь право выполнять «социальную обязанность», определенную социальную функцию, в соответствии с положением которой, данное лицо занимает в системе общественной солидарности и нет других прав.
Существует лишь объективное право — юридическая норма, которая никому: ни индивиду, ни коллективу не дает субъективных прав.
Человек лишь винтик в социальном организме. Индивид — это не цель, а средство выполнять известную работу в деле социального строительства. Для права есть только обязанности. Для каждого класса существуют свои социальные функции.
Государство налагает руку на собственность, которая должна выполнять социальную функцию. Л. Дюги говорил, что собственность социализируется и перестает быть абсолютным правом и трансформируется для собственника в социальный долг.
Л. Дюги говорил о социальной реформе общества. Он высказывал уверенность, что современное общество движется к известному роду федерализации классов, соорганизованных в синдикаты — синдикальный федерализм.
Всеобщее индивидуалистическое избирательное право предлагал заменить организаторским пропорциональным представительством партий и профессиональных организаций. Для этого классовое общество перестраивается на основе синдикатов. Каждый класс объединяется по профессиональному признаку в профессиональные союзы. Отношения между классами регулируются не законами, а договорами.
Соединение синдикатов в федерацию приведет к децентрализации политической власти, к политическому и правовому плюрализму. Власть будет распределяться между различными синдикатами, к которым перейдет вся практическая работа по осуществлению социально-экономических и социально-политических задач. Деятельность центрального правительства будет направляться палатой, образованной из представителей всех синдикатов.
Некоторые идеи, которые выдвинул Л. Дюги, находят и сегодня применение, так в Норвегии продолжительность рабочего дня и минимальная оплата рабочего часа определяется соглашением организаций предпринимателей и рабочих. В целом, для политико-правовой доктрины солидаризма характерны следующие моменты: идеологическое противостояние и индивидуализму, и социализму (коммунизму); резко негативное отношение к учению о классовой борьбе (Леон Дюги называл его «отвратительной доктриной»); скептическое отношение к субъективным правам, поскольку они, по мнению солидаристов, разобщают членов общества. «Индивид не имеет никакого права, он имеет лишь социальные обязанности». Дюги предлагал заменить понятие субъективного права понятием социальной функции; отрицательное отношение к идеям равенства и естественных прав человека, выдвинутых в революционную эпоху и закрепленных в Декларации прав человека и гражданина. Дюги утверждал, что люди неравны от природы, занимают соответственно этому разное положение в обществе и должны иметь разное, а не одинаковое юридическое состояние; взгляд на буржуазию и пролетариат как на взаимосвязанные классы, каждый из которых выполняет социально необходимую функцию и которые должны совместно и солидарно трудиться в общественном производстве; одобрительное отношение к частной собственности, которая рассматривалась не как субъективное право индивида, а как его обязанность «свободно, полно и совершенно выполнять социальную функцию собственника»; понимание социальной солидарности как «факта взаимной зависимости, соединяющей между собой, в силу общности потребностей и разделения труда, членов рода человеческого»; идея о том, что осознание факта солидарности порождает социальную норму, которая стоит выше государства и положительных (писаных) законов, а они лишь служат её осуществлению. Дюги формулировал эту норму следующим образом: «Ничего не делать, что уменьшает солидарность по сходству и солидарность через разделение труда; делать все, что в материальных силах личности, чтобы увеличить социальную солидарность в обеих этих формах»; акцент на положительных обязанностях государства. По мнению Дюги, норме солидарности соответствуют законы о всеобщем образовании, здравоохранении, социальном обеспечении, охране труда и др.
Теория солидаризма оказала значительное и долговременное влияние на политико-правовую идеологию и практику. В России идеи Леона Дюги были поддержаны (хотя и не безоговорочно) такими видными правоведами, как Павел Иванович Новгородцев и Максим Максимович Ковалевский. На идеи Дюги о «социальных функциях» права благожелательно ссылались А. Г. Гойхбарг и другие советские юристы 1918—1920 гг. К сожалению, в дальнейшем доктрина Дюги о синдикалистском (корпоративном) государстве была использована фашистской партией Италии, франкистским и другими антидемократическими режимами, что подорвало доверие к фактически умеренным идеям солидаризма, ряд которых сохраняет актуальность и по сей день.

## Сочинения
- Конституционное право. Общая теория государства / Пер. приват-доцентов Моск. ун-та А. Ященко, В. Краснокутского и Б. Сыромятникова; с предисл. к рус. пер. проф. П. Новгородцева и авт. — Москва, 1908. — XL, 957 с.